# Ходченкова Світлана Вікторівна
Світлана Вікторівна Ходченкова (нар. 21 січня 1983, Москва) — російська акторка театру, кіно і телебачення, кінорежисерка. Заслужена артистка Росії (2018). Фігурантка бази даних центру «Миротворець».

## Біографія
Народилася 21 січня 1983 в Москві, довгий час жила з мамою в місті Желєзнодорожному. Закінчила Щукінське училище в 2005 році (курс Михайла Борисова).
Головна роль у фільмі Станіслава Говорухіна «Благословіть жінку» (2003) стала для неї дебютом у кіно. Режисер побачив в масовці і вирішив, що саме вона найкраще відповідає його творчим задумам. Після дебюту у фільмі «Благословіть жінку» стали пропонувати ролі в серіалах «Мисливці за іконами», «Карусель», «Псевдонім Албанець».
У 2005 році знялася в проєкті АМЕДІА і СТС «Талісман Кохання». Саме з виходом цього серіалу Ходченкову стали впізнавати. Також в 2005 році знялася в ще одному фільмі Станіслава Говорухіна «Не хлібом єдиним», потім була роль в другій частині відомої багатьом комедії «Чотири таксисти і собака» і в мелодрамі Віктора Мережка «Самотність кохання».
Знялася в американській картині «Росомаха: Безсмертний», де зіграла роль лиходійки Гадюки.
Потім були ролі в таких фільмах, як «Василиса», «Чемпіони», «Кривава леді Баторі».
29 грудня 2016 року вийшов на екрани історичний фільм «Вікінг», де Ходченкова зіграла одну з головних ролей.
Член партії «Єдина Росія». Член Спілки кінематографістів Росії.

## Приватне життя
13 січня 2005 року одружилася з актором Володимиром Ягличем. Влітку 2010 вони розлучилися.
З 2011 року зустрічалася з московським бізнесменом Георгієм Петришиним. 28 травня 2015 Петришин зробив акторці пропозицію на сцені театру, але в підсумку вони розлучилися.

## Фільмографія

### Кіно
| Рік  |   | Назва                                            | Роль                               |    |
| ---- | - | ------------------------------------------------ | ---------------------------------- | -- |
| 2003 | ф | Благословіть жінку                               | Віра                               | ру |
| 2004 | с | Карусель                                         | Тамара Онєгіна                     | ру |
| 2004 | с | Мисливці за іконами                              | Неждана                            | ру |
| 2005 | ф | Не хлібом єдиним                                 | Надія Сергіївна Дроздова           | ру |
| 2005 | ф | Самотність любові                                | Ірина                              | ру |
| 2005 | с | Моя Пречистенка                                  | Агнія Тихомирова                   | ру |
| 2005 | с | Ріелтор                                          | Маша                               | ру |
| 2005 | с | Талісман любові                                  | Ясновидюща Кассандра               | ру |
| 2006 | ф | Дружина Сталіна                                  | Женя                               | ру |
| 2006 | с | Псевдонім «Албанець»                             | Галина Єрмолаєва                   | ру |
| 2006 | ф | Чотири таксисти і собака 2                       | Козиркіна                          | ру |
| 2007 | ф | Нульовий кілометр                                | Аліна                              | ру |
| 2007 | ф | Остання репродукція                              | Олена та її копія                  | ру |
| 2008 | ф | Мала Москва/Mała Moskwa                          | Віра Свєтлова                      | ру |
| 2008 | ф | Реальний тато                                    | Людмила                            | ру |
| 2008 | ф | Тихе сімейне життя                               | Марія Тимофіївна                   | ру |
| 2008 | с | Шалений янгол                                    | Алена Некрасова                    | ру |
| 2009 | с | Аптекар                                          | Любов Миколаївна                   | ру |
| 2009 | ф | Коли ми були щасливі                             | Олена Вікторівна Синцова           | ру |
| 2009 | ф | Пастка                                           | Ліліана                            | ру |
| 2009 | ф | Кохання у великому місті                         | Настя                              | ру |
| 2010 | с | Банди                                            | Анна Владиславівна Єгорова         | ру |
| 2010 | ф | Кохання у великому місті 2                       | Настя                              | ру |
| 2010 | с | Робінзон                                         | Лена Балунова                      | ру |
| 2011 | ф | Службовий роман. Нині                            | Людмила Прокопівна Калугіна        | ру |
| 2011 | ф | За тобою                                         | Кіра                               | ру |
| 2011 | с | Метод Лаврової                                   | Катерина Лаврова                   | ру |
| 2011 | ф | Шпигун, вийди геть!/Tinker, Tailor, Soldier, Spy | Ірина                              | ру |
| 2011 | ф | Вагітний                                         | Прокурор                           | ру |
| 2011 | ф | П'ять наречених                                  | Настя                              | ру |
| 2012 | ф | Здивуй мене                                      | Ірина (Багіра)                     | ру |
| 2012 | ф | Ржевський проти Наполеона                        | Наташа Ростова/ад'ютант імператора | ру |
| 2012 | ф | Мами                                             | Ірина Козирєва                     | ру |
| 2012 | ф | 8 перших побачень                                | дівчина в таксі                    | ру |
| 2012 | с | Короткий курс щасливого життя                    | Саша Усова                         | ру |
| 2012 | с | Метод Лаврової 2                                 | Катерина Лаврова                   | ру |
| 2012 | ф | Метро                                            | Ірина Гаріна                       | ру |
| 2012 | с | Мосгаз                                           | Ірина Вікторівна Лаврова           | ру |
| 2013 | ф | Росомаха: Безсмертний/The Wolverine              | Вікторія/гадюка                    | ру |
| 2013 | ф | Кохання у великому місті 3                       | Настя                              | ру |
| 2013 | ф | В гостях у $kazki                                | Ярослава                           | ру |
| 2013 | ф | Острів везіння                                   | Лена                               | ру |
| 2013 | ф | Василиса                                         | Василиса Кожина                    | ру |
| 2013 | ф | Припинені хроніки/Suspended Chronicles           | Єва Сталковіч                      | ру |
| 2014 | ф | Королівський вбивця                              | Марія Гардіні                      | ру |
| 2014 | ф | Чемпіони                                         | Світлана Журова                    | ру |
| 2014 | ф | Авантюристи                                      | Катя                               | ру |
| 2014 | ф | Щоденник мами першокласника                      |                                    | ру |
| 2014 | ф | Купрін. Яма                                      | Женька                             | ру |
| 2014 | ф | Кривава леді Баторі                              | Єлизавета Баторі                   | ру |
| 2015 | ф | Приборкання норовливого                          |                                    | ру |
| 2015 | ф | Імперія в небі                                   | Анна Петрова                       | ру |
| 2018 | ф | Довлатов                                         | акторка, подруга Довлатова         | ру |

### Телебачення
- 2004: Карусель / Карусель
- 2005: Моя Пречистенка / Моя Пречистенка
- 2005: Риэлтор
- 2005: Талисман любви
- 2006: Псевдонім Албанець / Псевдоним «Албанец»
- 2008: Шальной ангел
- 2009: Аптекарь
- 2010: Банды
- 2010: Робинзон
- 2011: Метод Лавровой
- 2012: Краткий курс счастливой жизни
- 2012: Метод Лавровой 2

### Ролі в театрі
- «Эти свободные бабочки» (Театральний Центр СТД (ВТО) РФ «На Страстном»)
- «Госпиталь „Мулен Руж“» («Независимый театральный проект»)
- «Дед Мороз — мерзавец!» («Независимый театральный проект»)
- «Театр по правилам и без» («Независимый театральный проект»)

### Музичне відео
- Лето всегда! — Дискотека Авария (разом з Вірою Брежнєвою та Настею Задорожньою)
- Екстаз — Ленінград

## Нагороди
- 2004: Номінація на премію Ніка за найкращу жіночу роль у фільмі «Благословіть жінку»
- 2008: Приз за найкращу жіночу роль на Фестивалі польських художніх фільмів у Гдині за роль х / ф «Мала Москва»
- 2012: Російська актриса року — премія Жорж.